# Alejandro Schiapparelli
Alejandro Schiapparelli (16 de mayo de 1980 en Córdoba, Argentina) es un exfutbolista y actual entrenador argentino nacionalizado boliviano. Actualmente dirige junto a Raúl Antuña al  San Martín de San Juan, de la Primera Nacional.

## Trayectoria Deportiva
En 2009 juega  en el Oriente Petrolero donde fichó ese mismo año procedente del Club Bolívar otro club boliviano y anteriormente en el Club Almirante Brown de arrecifes (donde empezó su carrera), Real Cartagena (Colombia), Club Deportivo Colonia (Uruguay), San Martín de San Juan (Argentina), Quilmes AC (Argentina), Deportes La Serena (Chile), Blooming (Bolivia), Bolívar (Bolivia)  y Oriente Petrolero (Bolivia).

### Como jugador
| Club                         | País      | Año       |
| ---------------------------- | --------- | --------- |
| Almirante Brown de Arrecifes | Argentina | 2001      |
| Real Cartagena               | Colombia  | 2002      |
| Club Deportivo Colonia       | Uruguay   | 2003      |
| San Martín de San Juan       | Argentina | 2003-2004 |
| Quilmes                      | Argentina | 2005      |
| Deportes La Serena           | Chile     | 2006      |
| Club Blooming                | Bolivia   | 2007      |
| Club Bolívar                 | Bolivia   | 2008      |
| Oriente Petrolero            | Bolivia   | 2009-2011 |
| Sportivo Desamparados        | Argentina | 2012-2013 |

### Como entrenador
| Club                     | País      | Año       |
| ------------------------ | --------- | --------- |
| Desamparados de San Juan | Argentina | 2014      |
| Sportivo Del Bono        | Argentina | 2017-2018 |
| Juventud Alianza         | Argentina | 2018-2019 |
| Peñarol de San Juan      | Argentina | 2019-2020 |
| San Martín de San Juan   | Argentina | 2022      |